# Tephrocactus alexanderi
Tephrocactus alexanderi és una espècie de planta fanerògama que pertany a la família de les cactàcies (Cactaceae).

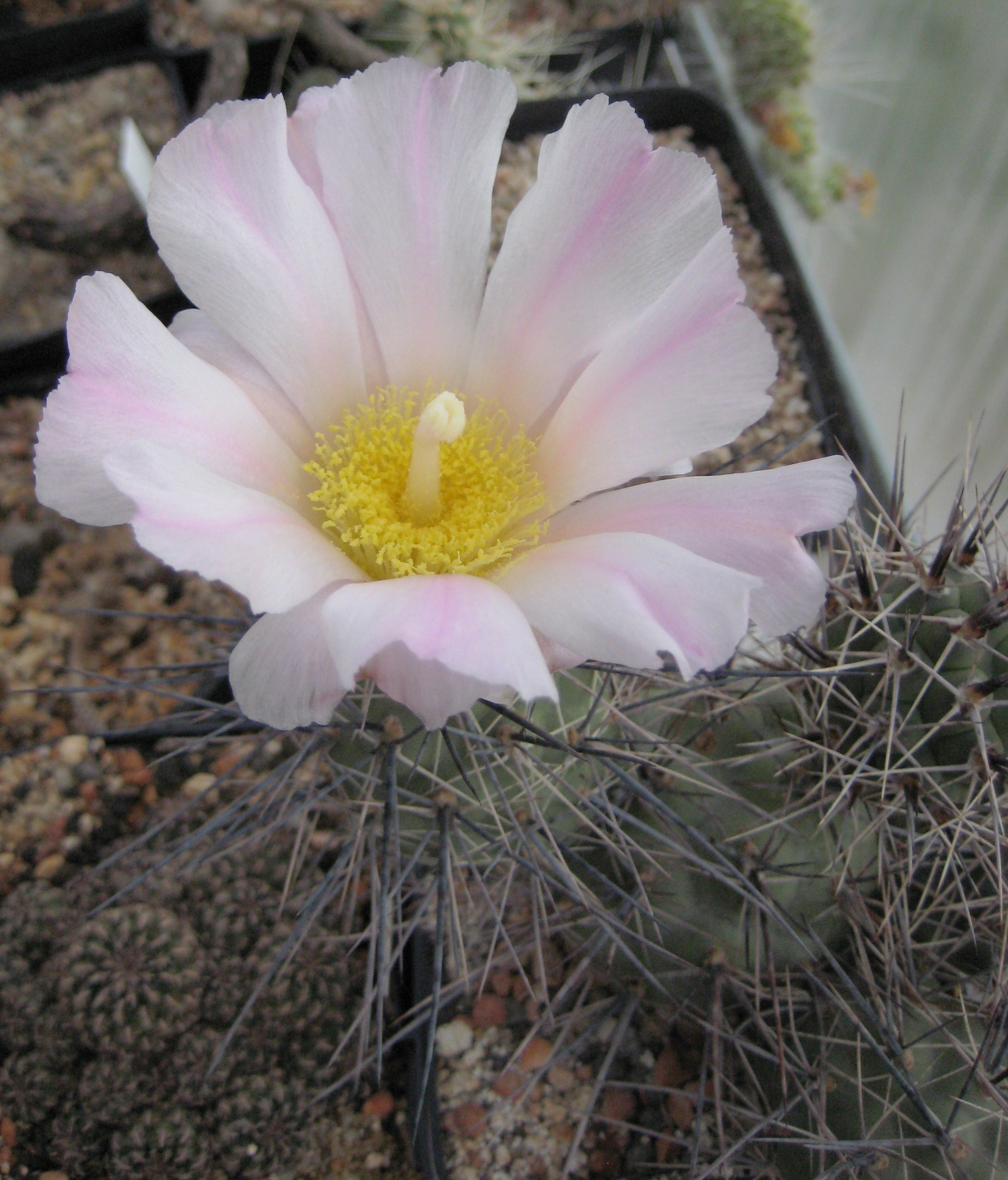
Detall de la flor

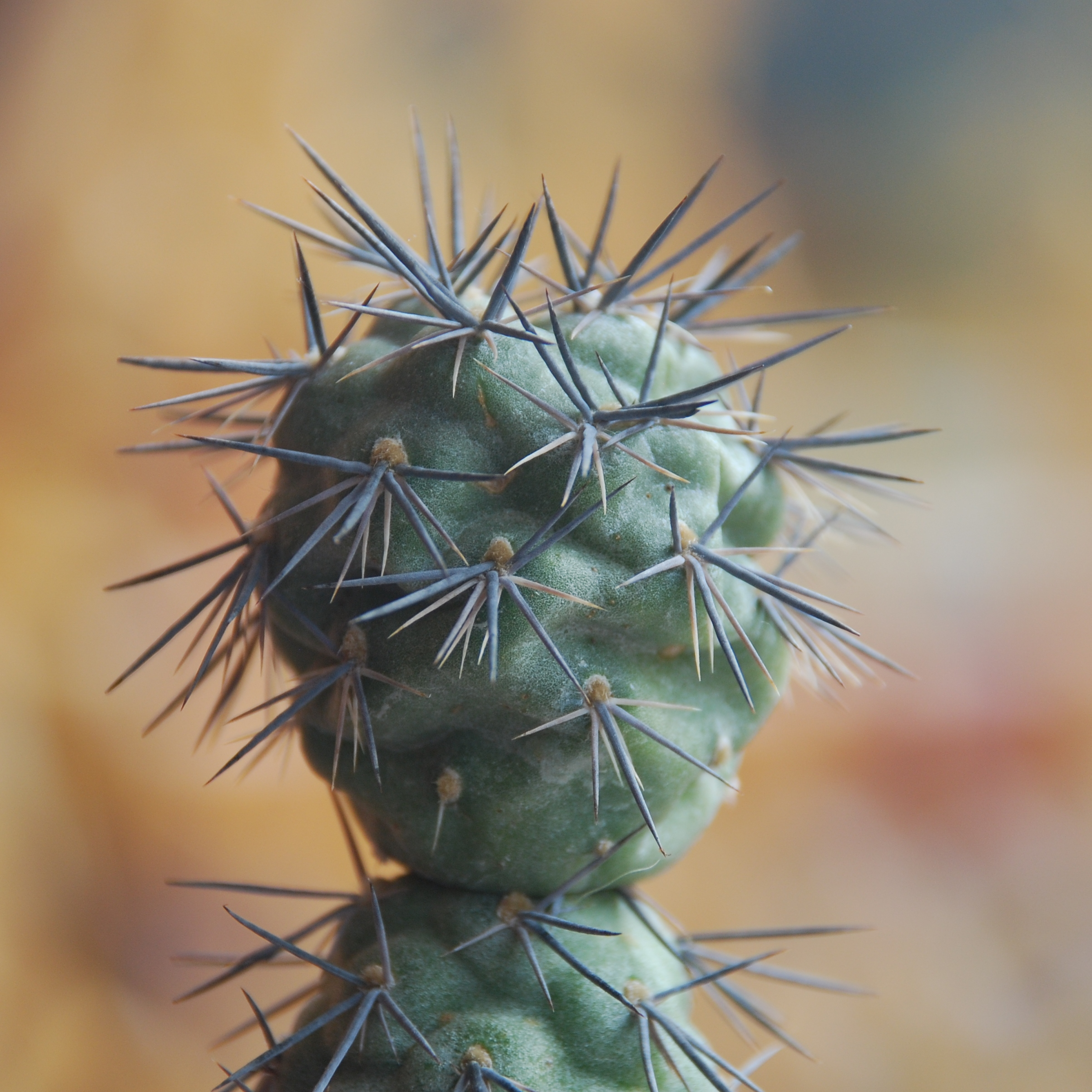
Vista de la planta

## Descripció
Tephrocactus alexanderi és una planta suculenta ovoide armada d'espines, de color verd que forma mates de fins a 50 cm d'alt i diàmetre, laxament ramificades, amb nombrosos artells, globosos de fins a 5 cm de diàmetre, tuberculats, fràgils, amb una epidermis de color verd oliva a cendrós. Té de a 14 espines de les quals fins a 6 són menors i la resta de fins a 4 cm de longitud de color grisenc o blau, més rarament blanques, absents en algunes arèoles inferiors, els gloquidis són de color rosat a groguenc. Les flors són grans fins a 7 cm de diàmetre de color blanc o rosades.

## Distribució i hàbitat
Tephrocactus alexanderi és endèmica de les províncies argentines de La Rioja i Salta, on creix en terrenys sorrencs, de vegades una mica salins, o pedregosos de 500 a 800 msnm.

## Taxonomia
Tephrocactus alexanderi va ser descrita per (Britton & Rose) Backeb. i publicat a Cactus (Paris) no. 38: 250, a l'any 1953.

Etimologia.
Tephrocactus: nom genèric que deriva de les paraules gregues: tephra, "cendra", referint-se al color de la planta) i cactus per la família.
alexanderi: epítet en honor al seu descobridor W. B. Alexander.
Sinonímia
Els següents noms són sinònim de Tephrocactus alexanderi:
- Opuntia alexanderi Britton & Rose in Cact. 4: 256 (1923)
- Opuntia alexanderi var. bruchii (Speg.) G.D.Rowley in Natl. Cact. Succ. J. 13: 5 (1958)
- Opuntia alexanderi var. subsphaerica (Backeb.) G.D.Rowley in Natl. Cact. Succ. J. 13: 5 (1958)
- Opuntia bruchii Speg. in Physis (Buenos Aires) 8: 239 (1925)
- Opuntia bruchii f. brachyacanthus Speg. in Revista Argent. Bot. 1: 202 (1926)
- Opuntia bruchii f. macracantha Speg. in Revista Argent. Bot. 1: 202 (1926)
- Opuntia flexuosa (Backeb.) G.D.Rowley in Natl. Cact. Succ. J. 13: 5 (1958)
- Opuntia geometrica A.Cast. in Kakteenkunde 1934: 172 (1934)
- Opuntia halophila Speg. in Anales Soc. Ci. Argent. 99: 97 (1925)
- Tephrocactus alexanderi subvar. brachyacanthus (Speg.) Backeb. in Cactac.: Handb. Kakteenk. 1: 294 (1958)
- Tephrocactus alexanderi var. bruchii (Speg.) Backeb. in Cactus (Paris) 38: 250 (1953)
- Tephrocactus alexanderi subsp. geometricus (A.Cast.) Guiggi in Cactology 5(Suppl. 3): 2 (2016)
- Tephrocactus alexanderi subvar. macranthus (Speg.) Backeb. in Cactac.: Handb. Kakteenk. 1: 293 (1958)
- Tephrocactus alexanderi var. subsphaericus (Backeb.) Backeb. in Cactus (Paris) 38: 250 (1953)
- Tephrocactus bruchii (Speg.) Backeb. in Cactaceae (Berlin) 1939(2): 18 (1939)
- Tephrocactus bruchii f. brachyacantha Speg. in Revista Argent. Bot. 1: 202 (1926)
- Tephrocactus bruchii subvar. macracantha (Speg.) Backeb. in Cactaceae 1: 293 (1958)
- Tephrocactus flexuosus Backeb. in C.Backeberg & F.M.Knuth, Kaktus-ABC: 109 (1936)
- Tephrocactus geometricus (A.Cast.) Backeb. in C.Backeberg & F.M.Knuth, Kaktus-ABC: 111 (1936)
- Tephrocactus halophilus (Speg.) Backeb. in C.Backeberg & F.M.Knuth, Kaktus-ABC: 111 (1936)
- Tephrocactus microsphaericus Backeb. in Kakteenlex.: 426 (1966)
- Tephrocactus riojanus Backeb. in C.Backeberg & F.M.Knuth, Kaktus-ABC: 113 (1936)
- Tephrocactus subsphaericus Backeb. in C.Backeberg & F.M.Knuth, Kaktus-ABC: 410 (1936)